# Kiểm toán năng lượng
Kiểm toán năng lượng là một kiểm tra, khảo sát và phân tích các dòng năng lượng cho bảo tồn năng lượng trong một tòa nhà, một quá trình, hoặc hệ thống để giảm số lượng đầu vào năng lượng vào hệ thống mà không ảnh hưởng xấu đến đầu ra.

## Nguyên tắc
Khi đối tượng nghiên cứu là một tòa nhà được sử dụng, việc giảm tiêu thụ năng lượng trong khi vẫn duy trì hoặc cải thiện sự thoải mái của con người, sức khỏe và an toàn là quan tâm hàng đầu. Ngoài việc chỉ đơn giản là xác định các nguồn sử dụng năng lượng, kiểm toán năng lượng còn tìm cách để ưu tiên sử dụng năng lượng theo cơ hội tiết kiệm hiệu quả năng lượng từ giá thành cao nhất tới thấp nhất.

## Kiểm toán năng lượng nhà ở
Kiểm toán năng lượng nhà ở là một dịch vụ mà ở đó hiệu quả năng lượng của một ngôi nhà được đánh giá bởi một người sử dụng thiết bị chuyên nghiệp (chẳng hạn như cửa thổi gió và máy ghi hình hồng ngoại), với mục đích cho thấy cách tốt nhất để nâng cao hiệu quả năng lượng sưởi ấm và làm mát nhà.
Kiểm toán năng lượng của một ngôi nhà có thể liên quan đến việc ghi lại các đặc tính khác nhau của các phần thô công trình bao gồm các bức tường, trần nhà, sàn nhà, cửa ra vào, cửa sổ, và cửa sổ ở mái nhà. Đối với mỗi thành phần khu vực và khả năng chống dòng nhiệt giá trị R) được đo lường hoặc ước tính. Tỷ lệ rò rỉ hoặc xâm nhập của không khí thông qua các phần bao tòa nhà được quan tâm, cả hai đều bị ảnh hưởng mạnh mẽ bởi kết cấu cửa sổ và chất lượng của các chống thấm cửa đi chẳng hạn như weatherstripping. Mục đích của công việc này là để định lượng hiệu suất nhiệt tổng thể của tòa nhà. Việc kiểm toán cũng có thể đánh giá hiệu quả, điều kiện vật lý, và lập trình của hệ thống cơ khí như sưởi ấm, thông gió, thiết bị điều hòa không khí và ổn nhiệt.
Kiểm toán năng lượng nhà ở có thể bao gồm một báo cáo bằng văn bản ước lượng năng lượng sử dụng cho tiêu chuẩn khí hậu địa phương, cài đặt nhiệt, mái nhà nhô ra và hướng mặt trời. Điều này có thể hiển thị sử dụng năng lượng cho một khoảng thời gian nhất định, nói một năm, và tác động của bất kỳ cải tiến đề xuất mỗi năm. Độ chính xác của các ước tính năng lượng được cải thiện rất nhiều khi lịch sử thanh toán của người chủ sở hữu nhà hiện có sẵn hiển thị số lượng điện, khí đốt, dầu nhiên liệu, hoặc các nguồn năng lượng khác tiêu thụ trong khoảng thời gian một hoặc hai năm.
Một số trong những ảnh hưởng lớn nhất về sử dụng năng lượng là hành vi người dùng, khí hậu, và tuổi của ngôi nhà. Một kiểm toán năng lượng do đó có thể bao gồm một cuộc phỏng vấn của chủ nhà hiểu cách sử dụng theo thời gian. Lịch sử thanh toán năng lượng từ công ty tiện ích địa phương có thể được hiệu chỉnh bằng cách sử dụng dữ liệu ngày nóng và ngày lạnh thu được từ dữ liệu thời tiết địa phương gần đây, kết hợp với mô hình năng lượng nhiệt của tòa nhà. Những tiến bộ trong mô hình nhiệt dựa trên máy tính có thể đưa vào nhiều biến số ảnh hưởng đến sử dụng năng lượng.
Một kiểm toán năng lượng ngôi nhà thường được sử dụng để xác định những cách thức hiệu quả để cải thiện sự tiện nghi và hiệu quả của các tòa nhà. Ngoài ra, nhà cửa có thể hội đủ các điều kiện hiệu quả năng lượng từ chính quyền trung ương.

### Tại Hoa Kỳ
Tại Hoa Kỳ, loại dịch vụ này thường có thể được hỗ trợ bởi: 
- Công ty công ích, hoặc bộ phận bảo tồn năng lượng của họ.
- Các công ty độc lập, khu vực tư nhân như công ty dịch vụ năng lượng, nhà thầu cách nhiệt, hoặc chuyên gia chống thấm không khí.
- Văn phòng năng lượng nhà nước (Mỹ).

Công ty tiện ích có thể cung cấp dịch vụ này, cũng như các khoản vay và ưu đãi khác để bảo vệ. Họ cũng thường cung cấp các ưu đãi để chuyển đổi, ví dụ, nếu bạn là một khách hàng dùng dầu xem xét chuyển sang khí đốt tự nhiên.
Nơi để xem xét cho các khuyến nghị cách nhiệt: 
- Văn phòng thanh tra xây dựng của địa phương.
- Mã xây dựng địa phương hoặc tiểu bang.
- Bộ Năng lượng Hoa Kỳ.
- Hiệp hội nhà xây dựng địa phương của bạn (ví dụ như http://www.ba-ec.com/baec-green-homes.htm Lưu trữ ngày 4 tháng 9 năm 2011 tại Wayback Machine Làm thế nào ngôi nhà trở thành Nhà xanh)

Các kiểm toán viên năng lượng dân cư được công nhận bởi Viện Hiệu suất Xây dựng (BPI) hoặc Mạng dịch vụ năng lượng dân cư (RESNET). 
Nevada sẽ trở thành tiểu bang đầu tiên thực hiện kiểm toán năng lượng nhà ở tại thời điểm bán lại. Luật mới này sẽ có hiệu lực vào ngày 01 tháng 1 năm 2011 .
Ngoài ra còn có một số công cụ đơn giản có sẵn, với một chủ nhà có thể nhanh chóng đánh giá tiềm năng cải thiện năng lượng (không có việc sử dụng các thiết bị kiểm toán). Thông thường đây là những cung cấp miễn phí bởi các cơ quan nhà nước hoặc các tiện ích địa phương, những người sản xuất ra một báo cáo với các ước tính sử dụng của thiết bị/khu vực (kể từ khi họ có thông tin sử dụng). Ví dụ như Chương trình Tín thác Năng lượng của Ô-rê-gon Lưu trữ ngày 22 tháng 7 năm 2012 tại Wayback Machine và Lý lịch nguồn nhà ở của Xít-tơn Lưu trữ ngày 26 tháng 7 năm 2012 tại Wayback Machine. Các chương trình như vậy cũng có thể bao gồm đèn huỳnh quang com-pắc miễn phí.

### Tại Li-băng
Từ năm 2002,  Trung tâm Lebanon Bảo tồn Năng lượng (LCEC) bắt đầu một chương trình toàn quốc về kiểm toán năng lượng cho phương tiện và trang thiết bị tiêu thụ lớn. Đến cuối năm 2008, LCEC đã tài trợ và giám sát hơn 100 kiểm toán.
LCEC đưa ra một chương trình kiểm toán năng lượng để hỗ trợ các hộ tiêu thụ năng lượng Liban và các tòa nhà công cộng và các nhà máy công nghiệp trong việc quản lý năng lượng của họ thông qua chương trình này.
Mục tiêu lâu dài của LCEC là tạo ra một thị trường cho các ESCO, theo đó bất kỳ người thụ hưởng có thể liên hệ trực tiếp một Esco chuyên ngành để thực hiện kiểm toán năng lượng, thực hiện các biện pháp bảo tồn năng lượng và giám sát chương trình tiết kiệm năng lượng theo một hợp đồng hiệu suất năng lượng tiêu chuẩn.
Hiện nay, LCEC giúp đỡ trong việc tài trợ cho các nghiên cứu kiểm toán năng lượng và do đó là liên kết cả hai người thụ hưởng và công ty kiểm toán năng lượng. LCEC cũng mục tiêu tạo ra một quỹ đặc biệt được sử dụng để thực hiện các biện pháp bảo tồn năng lượng kết quả từ nghiên cứu này.
LCEC thiết lập một tiêu chuẩn tối thiểu về trình độ các ESCO ở Liban và xuất bản một danh sách các ESCO đủ điều kiện Lưu trữ ngày 27 tháng 9 năm 2011 tại Wayback Machine trên trang web của mình.

### Tại Úc
Kế hoạch an toàn cách nhiệt nhà ở mới của Chính phủ Úc đã được công bố vào ngày 01 Tháng Tư 2010.

### Tại Việt Nam
Kiểm toán năng lượng ở Việt Nam bắt đầu được một số doanh nghiệp công nghiệp lớn tiến hành theo sự hỗ trợ của Worlbank vào đầu những năm 2005-2006 bởi một Trung tâm tiết kiệm năng lượng thành phố Hồ chí Minh, Trung tâm nghiên cứu và phát triển về tiết kiệm năng lượng - gọi tắt là Enerteam ở phía Nam và Công ty cổ phần Giải pháp Công nghệ Việt Nam ở phía Bắc. Sau này, Luật Sử dụng năng lượng tiết kiệm và hiệu quả được ban hành năm 2011 đã có nhiều đơn vị trung tâm trực thuộc các Sở công thương một số tỉnh và một số doanh nghiệp cung cấp.
Theo định kỳ, Chính phủ ban hành danh sách các cơ sở tiêu thụ năng lượng trọng điểm trên toàn quốc và giao cho các Sở Công thương tiến hành kiểm tra đôn đốc các đơn vị tiêu thụ năng lượng trọng điểm cần phải kiểm toán năng lượng ít nhất 3 năm 1 lần, xây dựng hệ thống quản lý năng lượng, chỉ định người quản lý năng lượng có chứng chỉ được cấp bởi Bộ Công thương.

## Kiểm toán năng lượng công nghiệp và nông nghiệp
Trong vài thập kỷ gần đây, kiểm toán năng lượng công nghiệp và nông nghiệp đã bùng nổ khi nhu cầu hạ thấp chi phí năng lượng ngày càng đắt đỏ và dẫn tới việc trong tương lai kiểm toán năng lượng trở nên rất quan trọng.

## Các loại kiểm toán năng lượng
Việc kiểm toán năng lượng thường được sử dụng để mô tả một loạt các nghiên cứu năng lượng khác nhau, từ một cách nhanh chóng đi bộ qua một cơ sở để xác định các khu vực có vấn đề lớn đối với một phân tích toàn diện những tác động của hiệu quả năng lượng thay thế biện pháp đủ để đáp ứng các tiêu chuẩn tài chính tinh vi nhà đầu tư. 
Nhiều thủ tục kiểm toán đã được phát triển cho không (đại học) các tòa nhà dân cư (ASHRAE; Phụ lục 11 IEA- ECBCS; Krarti, 2000). Kiểm toán là cần thiết để xác định các cơ hội hiệu quả chi phí (ECO) hoặc biện pháp (ECM) bảo tồn năng lượng hiệu quả nhất. Cáơ cơ hội (hoặc biện pháp) bảo tồn năng lượng có thể bao gồm việc sử dụng hiệu quả hơn, việc thay thế một phần hoặc toàn bộ các lắp đặt hiện có.
Khi nhìn vào các phương pháp kiểm toán đang có được phát triển trong Phụ lục 11 IEA-ECBCS bởi ASHRAE và Krarti (2000), thấy rằng các vấn đề chính của một quá trình kiểm toán là: 
- Việc phân tích dữ liệu xây dựng và tiện ích, bao gồm cả nghiên cứu các thiết bị đã cài đặt và phân tích các hóa đơn năng lượng;
- Việc khảo sát các điều kiện vận hành thực tế;
- Việc hiểu biết của các hành vi tòa nhà và các tương tác với thời tiết, lịch trình hoạt động và chiếm giữ;
- Việc lựa chọn và đánh giá các biện pháp bảo tồn năng lượng;
- Việc ước tính tiềm năng tiết kiệm năng lượng;
- Việc xác định các mối quan tâm và nhu cầu của khách hàng.

Các loại/mức độ kiểm toán năng lượng phổ biến được phân biệt dưới đây, mặc dù các nhiệm vụ thực tế được thực hiện và mức độ nỗ lực có thể khác nhau đối với các dịch vụ cung cấp tư vấn theo các nhóm này. Cách duy nhất để đảm bảo rằng một kiểm toán đề xuất sẽ đáp ứng nhu cầu cụ thể của bạn là giải thích rõ ràng những yêu cầu trong một phạm vi chi tiết của công việc. Việc dành thời gian để chuẩn bị chào mời chính thức cũng sẽ đảm bảo các chủ xây dựng nhận được đề xuất cạnh tranh và có thể so sánh.
Nói chung, bốn cấp độ phân tích có thể được vạch ra (ASHRAE): 
- Cấp 0 - Điểm chuẩn: phân tích đầu tiên này bao gồm toàn bộ năng lượng sử dụng sơ bộ Xây dựng (WBEU) phân tích dựa trên các phân tích lịch sử sử dụng tiện ích và chi phí và so sánh của các buổi biểu diễn của các tòa nhà của các tòa nhà tương tự. Điểm chuẩn của bản cài đặt nghiên cứu này cho phép xác định nếu phân tích sâu hơn là cần thiết;
- Cấp I - Kiểm toán năng lượng sơ bộ: Phân tích sơ bộ được thực hiện để đánh giá hiệu quả năng lượng tòa nhà để xác định không chỉ các cải tiến đơn giản và chi phí thấp mà còn là một danh sách các biện pháp bảo tồn năng lượng (ECM, hoặc cơ hội bảo tồn năng lượng, ECO) để định hướng cho các kiểm toán chi tiết trong tương lai. Kiểm tra này được dựa trên việc xác minh bằng mắt, nghiên cứu các thiết bị được cài đặt và dữ liệu hoạt động và phân tích chi tiết về tiêu thụ năng lượng ghi nhận thu thập được trong giai đoạn định chuẩn;
- Cấp II - Kiểm toán năng lượng chi tiết: Dựa trên các kết quả của kiểm toán trước, loại hình kiểm toán năng lượng bao gồm trong cuộc khảo sát sử dụng năng lượng để cung cấp một phân tích toàn diện của bản cài đặt nghiên cứu, phân tích chi tiết hơn về cơ sở, một phân tích về việc sử dụng năng lượng và đánh giá định lượng đầu tiên của các ECO/ECM được lựa chọn để sửa chữa các khuyết tật hoặc cải thiện quá trình cài đặt hiện có. Cấp độ phân tích này có thể liên quan đến các đo lường tại chỗ tiên tiến và công cụ mô phỏng dựa trên máy tính phức tạp để đánh giá chính xác các trang bị thêm năng lượng được lựa chọn;
- Cấp III - Kiểm toán năng lượng cấp đầu tư: Phân tích chi tiết Sửa đổi vốn đầu tư chuyên sâu tập trung vào các ECO chi phí tiềm năng đòi hỏi việc nghiên cứu kỹ thuật nghiêm ngặt.

### Điểm chuẩn(theo dõi tình hình sử dụng năng lượng)
Không thể mô tả tất cả các tình huống có thể là có thể gặp phải trong quá trình kiểm toán có nghĩa là nó là cần thiết để tìm một cách để mô tả những gì tạo nên hiệu suất năng lượng tốt, trung bình và xấu trên một loạt các tình huống. Mục đích của điểm chuẩn là để trả lời câu hỏi này. Điểm chuẩn chủ yếu bao gồm so sánh mức tiêu thụ đo được với mức tiêu thụ tài liệu tham khảo của các tòa nhà tương tự khác hoặc tạo ra bởi các công cụ mô phỏng để xác định chi phí vận hành quá mức hoặc không thể chấp nhận được. Như đã đề cập trước đây, điểm chuẩn cũng là cần thiết để xác định các tòa nhà giới thiệu tiềm năng thú vị tiết kiệm năng lượng. 
Một vấn đề quan trọng trong điểm chuẩn là việc sử dụng của các chỉ số hiệu suất để mô tả việc xây dựng.
Những chỉ số này có thể là: 
- Các chỉ số nghi, so sánh các điều kiện thoải mái thực tế để yêu cầu sự thoải mái;
- Các chỉ số năng lượng, bao gồm nhu cầu năng lượng chia cho khu vực nước nóng / có điều kiện, cho phép so sánh với các giá trị tham khảo của các chỉ số quy định hoặc các tòa nhà tương tự;
- Nhu cầu năng lượng, so sánh trực tiếp năng lượng "tham chiếu" nhu cầu tạo ra bởi phương tiện của các công cụ mô phỏng.

### Kiểm toán sơ bộ
Kiểm toán sơ bộ (hay còn gọi là một kiểm toán đơn giản) là loại đơn giản nhất và nhanh nhất của kiểm toán. Nó bao gồm các cuộc phỏng vấn tối thiểu với các nhân viên điều hành tòa nhà, một đánh giá ngắn gọn về những hóa đơn tiện ích cơ sở dữ liệu hoạt động khác, và thông qua một cơ sở để trở thành quen thuộc với những hoạt động xây dựng và xác định những khu vực rõ ràng không hiệu quả hoặc lãng phí năng lượng.
Thông thường, chỉ có vấn đề khu vực quan trọng sẽ được đề cập trong loại hình kiểm toán này. Biện pháp khắc phục được một thời gian ngắn mô tả, và ước tính chi phí thực hiện, tiết kiệm chi phí tiềm năng hoạt động, và thời gian hoàn vốn đơn giản, nhanh chóng được cung cấp. Một danh sách các biện pháp bảo tồn năng lượng (ECM), hoặc cơ hội bảo tồn năng lượng (ECOS) yêu cầu xem xét thêm cũng được cung cấp. 
Mức độ chi tiết, trong khi không đủ để đạt được một quyết định cuối cùng về thực hiện các biện pháp đề xuất, là đủ để ưu tiên các dự án năng lượng hiệu quả và để xác định sự cần thiết của một kiểm toán chi tiết hơn.

### Kiểm toán tổng quát
Việc kiểm toán chung (hay còn gọi là kiểm toán cỡ nhỏ, kiểm toán năng lượng vị trí hoặc kiểm toán năng lượng chi tiết hoặc kiểm toán năng lượng vị trí hoàn chỉnh) mở rộng về kiểm toán sơ bộ mô tả ở trên bằng cách thu thập thêm thông tin chi tiết về hoạt động của cơ sở và bằng cách thực hiện một đánh giá chi tiết hơn về các biện pháp bảo tồn năng lượng. Các hóa đơn tiện ích được thu thập cho khoảng thời gian 12-36 tháng cho phép kiểm toán viên đánh giá tỷ lệ cơ cấu nhu cầu năng lượng và hồ sơ sử dụng năng lượng của cơ sở. Nếu dữ liệu đồng hồ đo khoảng thời gian có sẵn, các hồ sơ năng lượng chi tiết này mà các dữ liệu đó thông thường sẽ làm cho có thể phân tích được các dấu hiệu của lãng phí năng lượng . Việc đo bổ sung các hệ thống tiêu thụ năng lượng cụ thể thường được thực hiện để hỗ trợ dữ liệu tiện ích. Các cuộc phỏng vấn sâu với các nhân viên điều hành cơ sở được tiến hành để cung cấp một sự hiểu biết tốt hơn các hệ thống tiêu thụ năng lượng lớn và để đạt được cái nhìn sâu sắc vào các mô hình tiêu thụ năng lượng ngắn hạn và dài hạn. 
Loại hình kiểm toán này sẽ có thể xác định tất cả các biện pháp bảo tồn năng lượng thích hợp cho cơ sở, tham số hoạt động của nó. Một phân tích tài chính chi tiết được thực hiện cho từng biện pháp dựa trên các ước tính thực hiện chi tiết, các khoản tiết kiệm chi phí vận hành cụ thể, và các tiêu chí đầu tư của khách hàng. Chi tiết đầy đủ được cung cấp để biện minh cho việc thực hiện dự án.

### Kiểm toán cấp đầu tư
Trong hầu hết các thiết lập của công ty, các nâng cấp hạ tầng năng lượng của cơ sở phải cạnh tranh cho tài trợ vốn với các đầu tư không liên quan đến năng lượng. Cả hai đầu tư năng lượng và phi năng lượng đều được đánh giá trên một bộ tiêu chí tài chính nói chung nhấn mạnh sự hoàn vốn đầu tư (ROI) dự kiến. Các khoản tiết kiệm vận hành dự kiến từ việc thực hiện các dự án năng lượng phải được phát triển dường như chúng cung cấp một mức độ tự tin cao. Trong thực tế, các nhà đầu tư thường yêu cầu tiết kiệm được đảm bảo. 
Việc kiểm toán cấp đầu tư mở rộng kiểm toán chi tiết mô tả ở trên và dựa trên một nghiên cứu kỹ thuật hoàn chỉnh đến từng các vấn đề kỹ thuật và kinh tế chi tiết cần thiết để biện minh cho việc đầu tư liên quan đến các chuyển đổi.

## Thủ tục kiểm toán năng lượng trên cơ sở mô phỏng cho các tòa nhà không dân cư
Một thủ tục kiểm toán đầy đủ, rất giống với những đề xuất của ASHRAE và Krarti (2000), đã được đề xuất trong khung AUDITAC  và HARMONAC  Lưu trữ ngày 8 tháng 8 năm 2011 tại Wayback Machine dự án để giúp đỡ trong việc thực hiện các chỉ thị ("Hiệu suất năng lượng các công trình") EPB ở châu Âu và để phù hợp với thị trường châu Âu hiện nay.
Các thủ tục sau đây đề nghị để làm cho việc sử dụng chuyên sâu của các công cụ BES hiện đại ở mỗi bước của quá trình kiểm toán, điểm chuẩn để kiểm toán chi tiết và nghiên cứu tài chính: 
- Giai đoạn điểm chuẩn: Trong khi bình thường hóa là cần thiết để cho phép so sánh giữa các dữ liệu được ghi cài đặt nghiên cứu và các giá trị tham chiếu rút ra từ nghiên cứu trường hợp hoặc thống kê. Việc sử dụng các mô hình mô phỏng để thực hiện một mô phỏng mã phù hợp của việc cài đặt được nghiên cứu, cho phép đánh giá trực tiếp cài đặt nghiên cứu, mà không có bất kỳ bình thường cần thiết. Thật vậy, áp dụng một công cụ điểm chuẩn dựa trên mô phỏng cho phép một cá nhân bình thường và cho phép tránh kích thước và bình thường hóa khí hậu [6]
- Giai đoạn kiểm toán sơ bộ: toàn cầu tiêu dùng hàng tháng là không đủ để cho phép một sự hiểu biết chính xác hành vi của tòa nhà. Ngay cả khi các phân tích của các hóa đơn năng lượng không cho phép xác định với độ chính xác tiêu thụ năng lượng khác nhau hiện diện trong cơ sở, các hồ sơ tiêu thụ có thể được sử dụng để hiệu chỉnh xây dựng mô hình mô phỏng hệ thống. Để đánh giá hệ thống hiện có và để mô phỏng một cách chính xác hành vi nhiệt của tòa nhà, các mô hình mô phỏng đã được hiệu chỉnh về cài đặt phần nghiên cứu. Lặp đi lặp lại cần thiết để thực hiện hiệu chuẩn của mô hình cũng có thể được tích hợp đầy đủ trong quá trình kiểm toán và giúp đỡ trong việc xác định các phép đo cần thiết và các vấn đề quan trọng [7]
- Giai đoạn kiểm toán chi tiết: Ở giai đoạn này, trên trang web đo, sub-đo và dữ liệu giám sát được sử dụng để tinh chỉnh các hiệu chỉnh của công cụ BES. Sự chú ý mở rộng sự hiểu biết không chỉ các đặc điểm hoạt động của tất cả các hệ thống năng lượng tiêu thụ, nhưng cũng có những tình huống gây ra các biến thể tải hồ sơ trên cơ sở ngắn hạn và dài hạn (ví dụ như hàng ngày, hàng tuần, hàng tháng, hàng năm). Khi các tiêu chuẩn hiệu chuẩn được thỏa mãn, các khoản tiết kiệm liên quan đến lựa chọn ECOS / ECMs có thể được định lượng [8]
- Giai đoạn kiểm toán cấp đầu tư: Ở giai đoạn này, kết quả được cung cấp bởi công cụ BES hiệu chuẩn có thể được sử dụng để đánh giá ECOS chọn / ECMs và định hướng kỹ thuật nghiên cứu chi tiết.

## Các kỹ thuật kiểm toán chuyên biệt

### Kiểm toán nhiệt độ hồng ngoại
Sự xuất hiện của độ phân giải cao nhiệt độ đã cho phép các thanh tra để xác định các vấn đề tiềm năng trong phần thô công trình bằng cách lấy một hình ảnh nhiệt của các bề mặt khác nhau của một tòa nhà. Đối với mục đích của kiểm toán năng lượng, thermographer sẽ phân tích các mô hình trong nhiệt độ bề mặt để xác định truyền nhiệt thông qua đối lưu, bức xạ, hoặc dẫn. Điều quan trọng là cần lưu ý rằng nhiệt độ chỉ xác định nhiệt độ bề mặt, và phân tích phải được áp dụng để xác định lý do cho các mô hình trong nhiệt độ bề mặt. Phân tích nhiệt của một ngôi nhà nói chung chi phí giữa 300 và 600 USD.
Đối với những người không có khả năng kiểm tra nhiệt, nó có thể để có được một cảm giác chung cho sự mất mát nhiệt với một nhiệt kế không tiếp xúc hồng ngoại và một vài tờ của cách nhiệt phản xạ. Phương pháp này liên quan đến việc đo nhiệt độ trên bề mặt bên trong của bức tường bên ngoài một số thiết lập nhiệt độ cơ bản. Sau này, phản xạ vật liệu cách nhiệt rào cản được ghi âm sẵn một cách an toàn vào các bức tường trong Bản mẫu:Chuyển đổi bằng Bản mẫu:Chuyển đổi dải và nhiệt độ được đo ở trung tâm của khu vực cách ly tại 1 khoảng thời gian giờ cho 12 giờ (Các rào cản phản chiếu được kéo ra khỏi tường để đo nhiệt độ ở trung tâm của khu vực mà nó đã bao phủ.). Cách tốt nhất để làm điều này là khi sự khác biệt giữa nhiệt độ (Delta T) giữa bên trong và bên ngoài của cấu trúc ít nhất là 40 độ. Một bức tường cách nhiệt tốt thường sẽ thay đổi khoảng 1 độ mỗi giờ nếu sự khác biệt giữa nhiệt độ bên ngoài và nội bộ là trung bình 40 độ. Một bức tường cách nhiệt kém có thể giảm xuống 10 độ trong một giờ.

### Kiểm toán ô nhiễm
Với sự gia tăng lượng khí thải các-bon dioxide hoặc các loại khí nhà kính khác, kiểm toán ô nhiễm hiện nay là một yếu tố nổi bật nhất trong kiểm toán năng lượng. Thực hiện công nghệ tiết kiệm năng lượng này giúp  Lưu trữ ngày 21 tháng 8 năm 2010 tại Wayback Machine ngăn chặn ô nhiễm tiện ích tạo ra.
Ô nhiễm và khí thải máy tính trực tuyến cung cấp số liệu gần đúng lượng phát thải các chất ô nhiễm không khí nổi tiếng khác ngoài khí carbon dioxide.
Kiểm toán Ô nhiễm môi trường thường lấy số liệu tiêu thụ điện và nhiên liệu sưởi ấm trong một khoảng thời gian hai năm và cung cấp số liệu xấp xỉ về các-bon dioxide, chất VOC, các oxide ni-tơ, các-bon mô-noxide, khí lưu huỳnh, thủy ngân, ca-đi-mi, chì, các hợp chất thủy ngân, các hợp chất ca-đi-mi và các hợp chất chì.

## Lịch sử
Kiểm toán năng lượng ban đầu trở nên phổ biến trong phản ứng với các cuộc khủng hoảng năng lượng năm 1973 và các năm sau đó. Quan tâm đến việc kiểm toán năng lượng gần đây gia tăng như là kết quả của sự hiểu biết ngày càng tăng tác động của con người khi sự nóng lên toàn cầu và biến đổi khí hậu.

## Các hệ thống đánh giá năng lượng công trình
- Úc - Đánh giá năng lượng nhà ở
- Canada - EnerGuide
- Vương quốc Anh - Đánh giá Năng lượng Nhà ở Quốc gia
- Mỹ - Đánh giá năng lượng nhà ở